# Mike Godwin

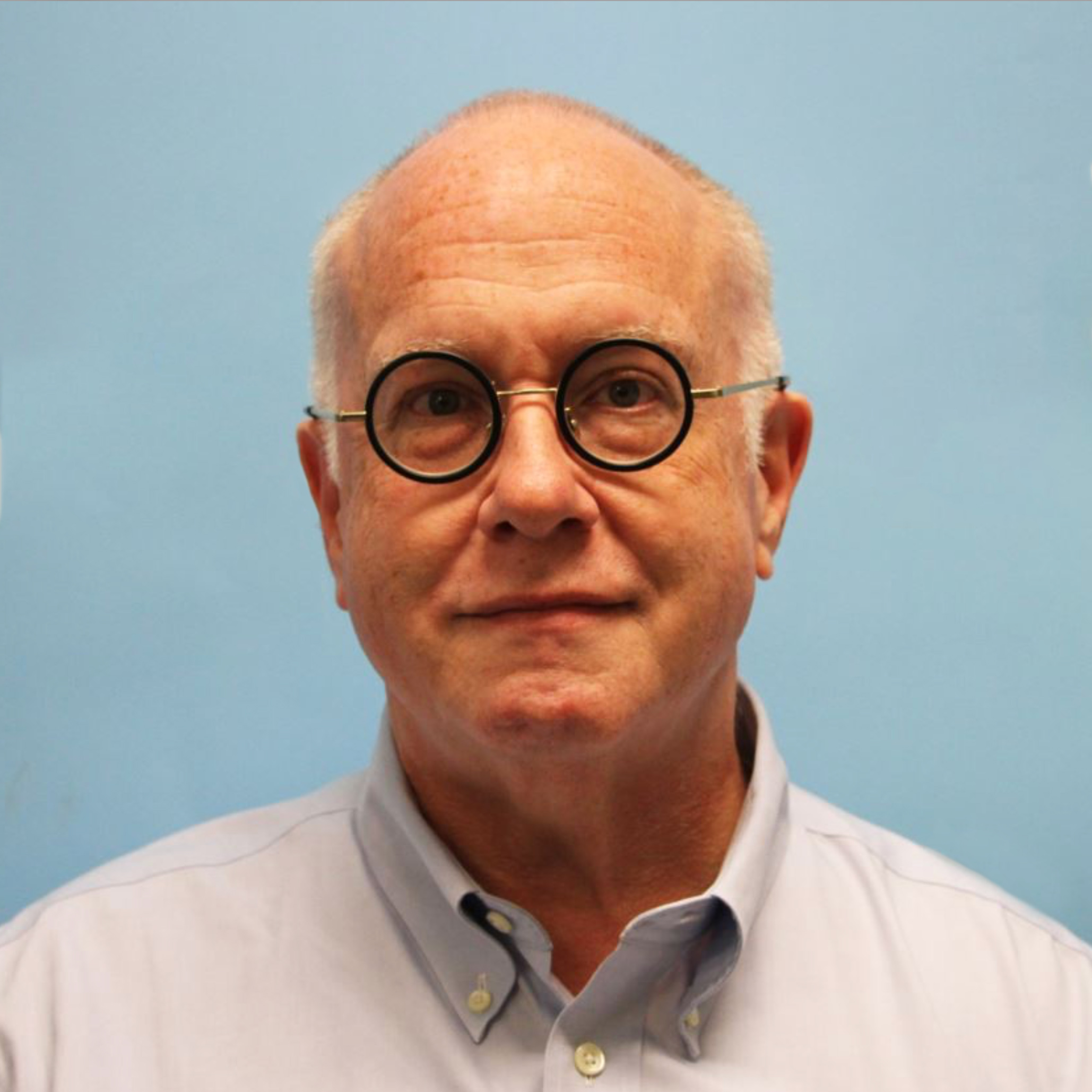
Mike Godwin in 2017

Michael Wayne "Mike" Godwin (26 oktober 1956) is een Amerikaans advocaat en schrijver. Hij was de huisadvocaat van de Electronic Frontier Foundation vanaf de oprichting in 1990, en hij was hoofdadvocaat van de Wikimedia Foundation van 2007 tot en met 2010.
Hij is de bedenker van de Wet van Godwin: "Naarmate online discussies langer worden, nadert de waarschijnlijkheid van een vergelijking met de nazi's of Hitler 1".
- Bibliothèque nationale de France: cb15021869p (data)
- CiNii: DA11489795
- Gemeinsame Normdatei: 1146270089
- International Standard Name Identifier: 0000 0000 8413 0048
- Library of Congress Control Number: n97093958
- Nationale Bibliotheek van Tsjechië: xx0029395
- Nationale Bibliotheek van Israël: 987007452129605171
- Nederlandse Thesaurus van Auteursnamen: 197641067
- Système universitaire de documentation: 075661640
- Virtual International Authority File: 116140317
- WorldCat: E39PBJmTjK9DThtpbFGg8Ddmh3